# Эдисон, Томас
То́мас А́лва Э́дисон (англ. Thomas Alva Edison; 11 февраля 1847, Майлан, штат Огайо — 18 октября 1931, Уэст-Ориндж, штат Нью-Джерси) — американский инженер, изобретатель и предприниматель. Создатель фонографа; усовершенствовал телеграф, телефон, киноаппаратуру, разработал один из первых коммерчески успешных вариантов электрической лампы накаливания. Получил в США 1093 патента и около 3 тысяч — в других странах мира.
В 1928 году награждён высшей гражданской наградой США — Золотой медалью Конгресса.
Член Национальной академии наук США (1927), иностранный почётный член Академии наук СССР (1930).
Именно он предложил использовать в начале телефонного разговора слово «алло».

## Биография

### Происхождение
Около 1730 года из Голландии в Америку перебралась семья мельника Эдисона. Им был выделен участок земли в небольшой деревне Колдуэлл в Нью-Джерси. Первые точные сведения о предках Эдисона относятся к периоду войны за независимость (1775—1783). Джон Эдисон, зажиточный землевладелец и прадед изобретателя, принимал участие в войне на стороне Англии. Однако он был пойман революционерами и осуждён. Только благодаря родственникам Джон смог избежать серьёзного наказания, был изгнан из США и поселился с семьёй в Канаде.
В 1804 году в семье старшего сына Джона Самуэля родился сын Самуэль-младший, будущий отец Томаса А. Эдисона. В 1811 году недалеко от нынешнего Порт-Барвелла в Канаде семья Эдисонов получает большой участок земли и окончательно обосновывается в селении Вена. В 1812—1814 годах капитан Самуэль Эдисон-старший, будущий дед Томаса Алвы, принимает участие в англо-американской войне. В последующие годы семья Эдисонов процветала, и их гостеприимная усадьба на берегу реки была известна всей округе.
В 1828 году Самуэль-младший женился на Нэнси Элиот, дочери священника, получившей хорошее воспитание и образование и работавшей учительницей в Венской школе. В 1837 году в Канаде под влиянием экономического кризиса и неурожая вспыхнуло восстание, в котором принял участие Самуэль-младший. Однако правительственные войска подавили мятеж и Самуэль был вынужден бежать в Майлен (штат Огайо, США), чтобы избежать наказания. В 1839 году ему удаётся перевезти Нэнси с детьми. Дела Эдисона шли успешно. Именно в этот период жизни Эдисона в Майлене у него родился (11 февраля 1847 года) сын Томас Алва.

### Детство

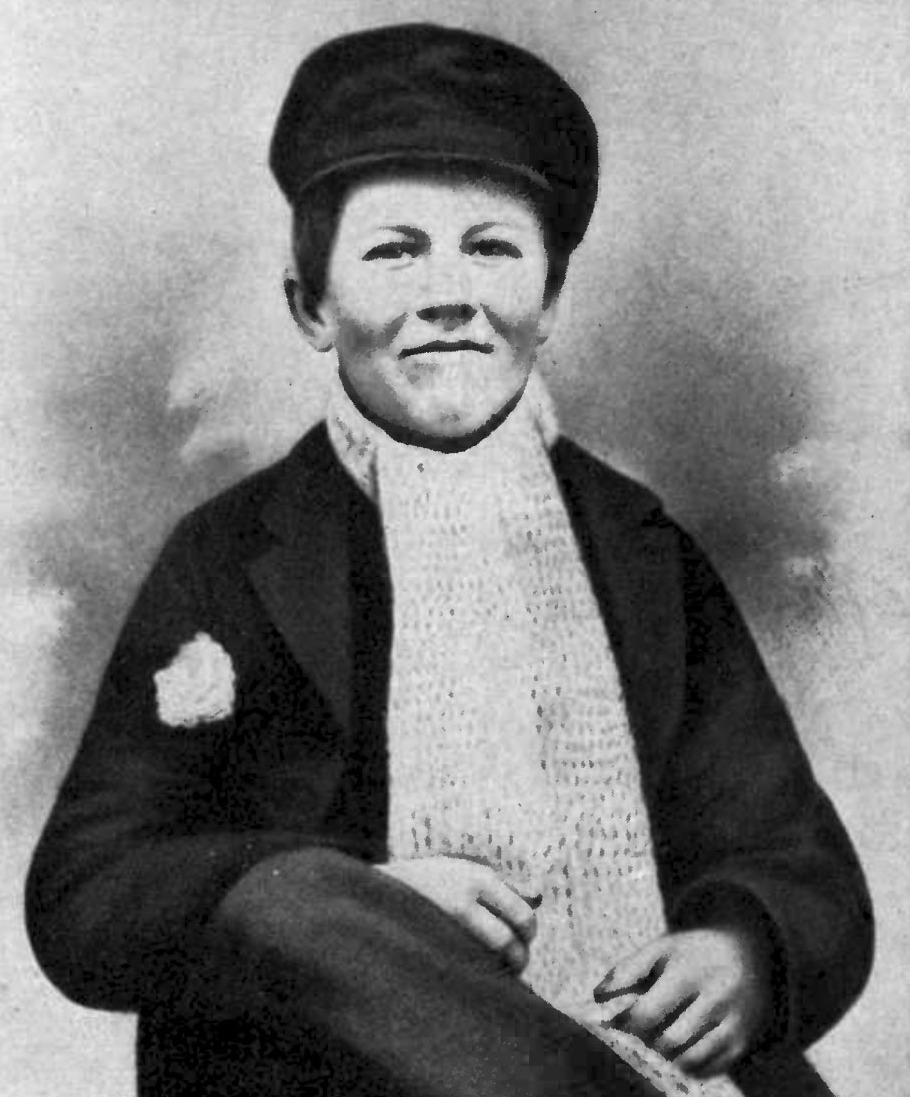
Алва Эдисон в 14-летнем возрасте. Фотография 1861 года

В детстве Томаса Алву называли Аль, он был маленького роста и выглядел немного хилым. Однако он очень интересовался окружавшей его жизнью: наблюдал за пароходами и баржами, за работой плотников, за спуском лодок на верфи или же тихо сидел часами в уголке, копируя надписи складских вывесок. В пять лет Аль с родителями посетил Канаду и встретился со своим дедом. В 1854 году Эдисоны переехали в Порт-Гурон (штат Мичиган), расположенный на юго-западном берегу озера Гурон. Здесь Алва в течение трёх месяцев посещал школу. Учителя считали его «ограниченным». Родителей попросили забрать ребёнка из школы. Мать, сама бывшая школьная учительница, забрала его и занялась его начальным образованием на дому.
Эдисон часто посещал Народную библиотеку Порт-Гурона. К двенадцатилетнему возрасту он успел прочесть «Историю возвышения и упадка Римской империи» Гиббона, «Историю Великобритании» Юма, «Историю реформации» Бёртона. Однако свою первую научную книгу будущий изобретатель прочитал ещё в девять лет. Ею стала «Натуральная и экспериментальная философия» Ричарда Грина Паркера, содержавшая почти все научно-технические сведения того времени. В течение жизни он проделал почти все эксперименты, описанные в этой книге.
С детства Эдисон помогал матери продавать фрукты и овощи. Однако карманных денег, заработанных таким способом, было недостаточно для его опытов, особенно химических. Поэтому в 1859 году Томас устраивается разносчиком газет, сладостей и фруктов на железнодорожной линии, соединявшей Порт-Гурон и Детройт. К 13 годам заработок молодого Эдисона достигал 50 долларов в неделю (что соответствует примерно 1850 долларам в ценах 2024 г.), большая часть которого уходила на покупку оборудования для химических экспериментов. Он продолжает увлекаться книгами и опытами, для проведения которых добивается разрешения обустроить лабораторию в багажном вагоне поезда.
Эдисон пользовался любой возможностью увеличить спрос на продаваемые им газеты. Так, когда в 1862 году главнокомандующий северной армией потерпел серьёзное поражение, Томас попросил телеграфиста передать короткое сообщение о сражении в Порт-Гурон и на все промежуточные станции. В результате ему удалось увеличить продажи газет на этих станциях в несколько раз. Немного позже Эдисон получит эксклюзивное право на продажу газет на железной дороге и вместе с четырьмя помощниками становится издателем первой поездной газеты «Grand Trunk Herald». Также в это время у Эдисона появляется интерес к электричеству.
В августе 1862 года, в возрасте 15 лет, Эдисон спас 3-летнего Джимми Маккензи, сына начальника станции Маунт-Клеменс, чуть не попавшего под колёса потерявшего управление поезда. Начальник станции в знак благодарности предложил обучить его телеграфному делу. Так состоялось его знакомство с телеграфом. Сразу после этого он проводит свою первую телеграфную линию между своим домом и домом товарища. Вскоре в вагоне у Томаса случился пожар, и кондуктор выбросил Эдисона со своей лабораторией.

### Странствующий телеграфист
В 1863 году Эдисон становится телеграфистом ночной смены на станции с жалованьем в 25 долларов в месяц. Здесь ему удаётся автоматизировать часть работы и спать на рабочем месте, за что он вскоре получает строгий выговор. Вскоре по его вине чуть не столкнулись два поезда. Том вернулся в Порт-Гурон к родителям.
В 1864 году Томас поступает на работу телеграфистом дневной смены в Форт-Уэйне. Уже через два месяца перебирается в Индианаполис и находит работу в телеграфной компании «Вестерн Юнион». 11 февраля 1865 года Тому исполнилось восемнадцать лет. К этому времени он уже переехал в Цинциннати, где также служил телеграфистом в компании «Вестерн Юнион». Здесь он получил квалификацию оператора первого класса с жалованьем 125 долларов. Из Цинциннати Томас перебрался в Нашвилл, оттуда — в Мемфис, а затем — в Луисвилл. В Луисвилле он продолжил свои многочисленные эксперименты, испортил кислотой кабинет управляющего и был вынужден снова переехать в Цинциннати, а оттуда — домой в Порт-Гурон. Зимой 1868 года Томас устраивается на работу в Бостонское отделение «Вестерн Юнион».
Всё это время Эдисон мало заботится об одежде и быте, тратя все деньги на книги и материалы для опытов. Именно в Бостоне Эдисон познакомился с произведениями Фарадея, что имело огромное значение для всей его будущей деятельности.
Кроме того, именно в эти годы Эдисон пытается получить свой первый патент в Патентном бюро. Он разрабатывает «электрический баллотировочный аппарат» — специальный прибор для подсчёта поданных голосов «да» и «нет». Демонстрация аппарата перед особой парламентской комиссией закончилась неудачно из-за нежелания парламента отказаться от бумажного подсчёта. В 1868 году Эдисон отправляется в Нью-Йорк, чтобы продать там ещё одно своё изобретение — тикерный аппарат для автоматической передачи биржевых котировок. Однако и эти надежды не оправдались. Эдисон возвращается в Бостон.

### Переезд в Нью-Йорк

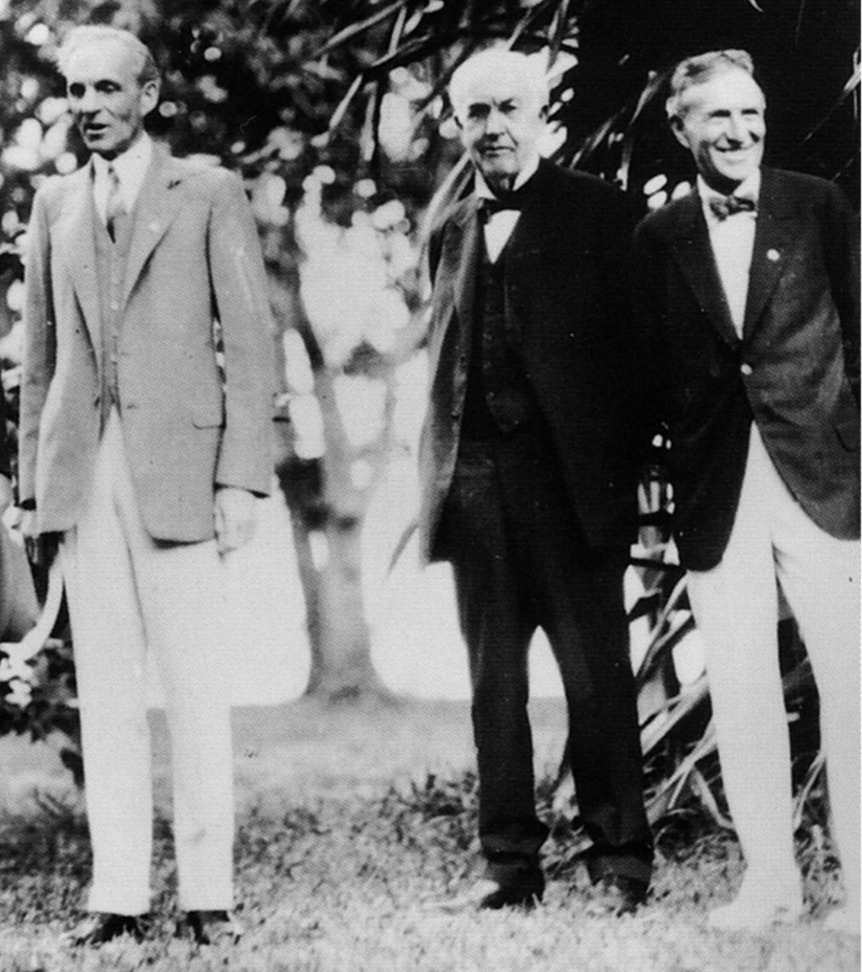
Генри Форд, Томас Эдисон, Гарви Файрстоун

Весной 1869 года, приехав в Нью-Йорк, Эдисон направился в телеграфную контору «Вестерн Юнион», рассчитывая устроиться на работу. Денег практически не осталось. Благодаря знакомым ему удаётся найти место для ночлега в обществе по производству механических сигнализаторов цен на золото. Эдисон изучает аппараты сигнализации. Помощь в устранении поломки обеспечивает его постоянной работой по технической эксплуатации устройств. Но очень скоро Эдисона перестаёт устраивать должность служащего. 1 октября 1869 года он организовывает общество «Поп, Эдисон и компания». Он усовершенствовал систему телеграфирования биржевых бюллетеней о курсе золота и акций путём применения своего тикерного аппарата. Предлагая своё изобретение руководству компании, двадцатидвухлетний Эдисон думал попросить за патент 3500 долларов, но опасался отказа — до этого ему пока не удавалось продать свои изобретения. Он не стал озвучивать свою цену и спросил, сколько ему готовы заплатить. Общество «Голд энд Стокк телеграф компани» купило его разработку за 40 тысяч долларов (на сегодня эта сумма примерно эквивалентна 1 млн), в то время как жалованье Эдисона, когда он был работником, составляло всего 300 долларов в месяц.
На полученные деньги Эдисон покупает оборудование для изготовления тикерных аппаратов и открывает собственную мастерскую в Ньюарке, недалеко от Нью-Йорка. В 1871 году он открывает ещё две новые мастерские. Всё время он посвящает работе. Впоследствии Эдисон рассказывал, что до пятидесятилетнего возраста он работал в среднем по 19 с половиной часов в сутки.
Нью-йоркское общество «Автоматического телеграфа» предложило Эдисону усовершенствовать систему автоматической телеграфии, основанную на перфорировании бумаги. Изобретатель решает поставленную задачу и получает вместо максимальной скорости передачи на ручном аппарате, равной 40—50 словам в минуту, скорость автоматических аппаратов около 200 слов в минуту, а позднее — до 3 тысяч слов в минуту. Во время работы над этой задачей Томас знакомится со своей будущей женой Мэри Стиллвелл. Однако, свадьбу пришлось отложить, потому что в апреле 1871 года умерла мать Эдисона. Свадьба Томаса и Мэри состоялась в декабре 1871 года. В 1873 году у пары родилась дочь, которую назвали Марион в честь старшей сестры Тома. В 1876 году родился сын, которого назвали Томас Алва Эдисон-младший.
После краткого пребывания в Англии Эдисон начинает работать над дуплексной и квадруплексной телеграфией. Принцип квадруплекса (двойного дуплекса) был известен раньше, но практически задача была разрешена Эдисоном в 1874 году и является величайшим его изобретением. В 1873 году братья Ремингтон купили у Эдисона усовершенствованную модель пишущей машинки системы Шольза и впоследствии стали широко выпускать пишущие машинки под маркой «Ремингтон». За три года (1873—1876) Томас сорок пять раз обращался за новыми патентами на свои изобретения. Также в эти годы отец Эдисона переехал к нему и взял на себя роль хозяйственного помощника своему сыну. Для изобретательской деятельности нужна была большая, хорошо оборудованная лаборатория, поэтому в январе 1876 года началось её строительство в Менло-Парке недалеко от Нью-Йорка.

### Менло-Парк
Менло-Парк — небольшая деревушка, куда в 1876 году переселился Эдисон, — в течение ближайшего десятилетия приобрёл мировую известность. Эдисон получает возможность работать в настоящей, оборудованной лаборатории. Начиная с этого момента изобретательство становится его основной профессией.

#### Телефонный передатчик
К первым работам Эдисона в Менло-Парке относится телефония. Компания «Вестерн Юнион», обеспокоенная угрожавшей конкуренцией телеграфу, обратилась к Эдисону. Испробовав множество вариантов, изобретатель создал первый практически действующий телефонный микрофон, а также ввёл в телефон индукционную катушку, что значительно усилило звук телефона. За своё изобретение Эдисон получил от «Вестерн Юнион» 100 тыс. долларов.

#### Фонограф
В 1877 году Эдисон зарегистрировал в Бюро изобретений фонограф. Появление фонографа вызвало всеобщее изумление. Демонстрация первого устройства была немедленно осуществлена в редакции журнала «Сайнтифик Америкэн». Сам изобретатель видел одиннадцать перспективных областей для применения фонографа: запись писем, книги, обучение красноречию, воспроизведение музыки, семейные записки, запись речей, область реклам и объявлений, часы, изучение иностранных языков, запись уроков, соединение с телефоном.

#### Электрическое освещение

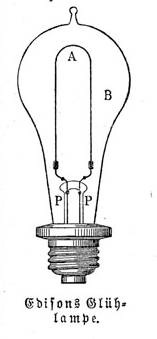
Лампа накаливания Эдисона в энциклопедии Майерса 1888

В 1878 году Эдисон посетил в Ансонии Вильяма Валаса, который работал над электрическими дуговыми лампами с угольными электродами. Валас подарил Эдисону динамо-машину вместе с комплектом дуговых ламп. После этого Томас начинает работу в направлении усовершенствования ламп. В апреле 1879 года изобретатель установил решающее значение вакуума при изготовлении ламп. А уже 21 октября 1879 года Эдисон закончил работу над лампочкой накаливания с угольной нитью, ставшей одним из крупнейших изобретений XIX века. Величайшая заслуга Эдисона была не в разработке идеи лампы накаливания, а в создании практически осуществимой, широко распространившейся системы электрического освещения с прочной нитью накала, с высоким и устойчивым вакуумом и с возможностью одновременного использования множества ламп.
В канун 1878 года, выступая с речью, Эдисон сказал: «Мы сделаем электричество настолько дешёвым, что только богатые будут жечь свечи». В 1878 году Эдисон вместе с Дж. П. Морганом и другими финансистами основал в Нью-Йорке компанию Edison Electric Light, которая к концу 1883 года выпускала 3/4 ламп накаливания в США. В 1882 году Эдисон построил первую в Нью-Йорке распределительную подстанцию, обслуживавшую улицу Pearl Street и 59 клиентов в Манхэттене, и основал компанию Edison General Electric по изготовлению электрогенераторов, лампочек, кабелей и осветительных приборов. Чтобы завоевать рынок, Эдисон установил продажную цену лампочки в 40 центов при её себестоимости в 110 центов. Четыре года Эдисон увеличивал выпуск лампочек, снижая их себестоимость, однако терпел убытки. Когда себестоимость лампы упала до 22 центов, а их выпуск вырос до 1 млн штук, он за один год покрыл все затраты. В 1892 году компания Эдисона объединилась с другими компаниями в General Electric.

#### Работа с Николой Теслой
В 1884 году Эдисон принял на работу молодого сербского инженера Николу Теслу, в обязанность которого входил ремонт электродвигателей и генераторов постоянного тока. Тесла предлагал для генераторов и силовых установок использовать переменный ток. Эдисон довольно холодно воспринимал новые идеи Теслы, постоянно возникали споры. Тесла утверждает, что весной 1885 года Эдисон пообещал ему 50 тыс. долларов (по тем временам сумма, примерно эквивалентная 1 млн современных долларов), если у него получится конструктивно улучшить электрические машины постоянного тока, придуманные Эдисоном. Никола активно взялся за работу и вскоре представил 24 разновидности машины Эдисона на переменном токе, новый коммутатор и регулятор, значительно улучшавшие эксплуатационные характеристики. Одобрив все усовершенствования, в ответ на вопрос о вознаграждении Эдисон отказал Тесле, мол эмигрант пока плохо понимает американский юмор. Оскорблённый Тесла немедленно уволился. Через пару лет Тесла открыл по соседству с Эдисоном собственную «Tesla Electric Light Company». Эдисон начал широкую информационную кампанию против переменного тока, демонстрируя, что тот опаснее для жизни, чем постоянный.

#### Кинетоскоп
Кинетоскоп (от греческого «кинетос» — движущийся и «скопио» — смотреть) — оптический прибор для показа движущихся картинок, изобретён Эдисоном в 1888 году. Патент описывал формат киноплёнки с перфорацией (шириной 35 мм с перфорацией по краю — 8 дырочек на кадр) и механизм покадровой протяжки. Смотреть фильм мог один человек через специальный окуляр — это был персональный кинотеатр.
Кинематограф братьев Люмьер использовал тот же тип плёнки и аналогичный протяжный механизм.
В США Эдисон начал «войну патентов», обосновывая свой приоритет на плёнку с перфорацией и требуя за её использование отчислений. Когда Жорж Мельес направил в США несколько копий своего фильма «Путешествие на Луну», компания Эдисона пересняла фильм и начала десятками продавать копии. Эдисон считал, что таким образом возмещает плату за патент, так как фильмы Мельеса были сняты на плёнку с перфорацией. «Путешествие на Луну» позволило открыть первый постоянный кинотеатр в Лос-Анджелесе, одно из предместий которого называлось Голливудом.
Эдисон создал киностудию, где стали сниматься художественные фильмы, а в 1908 году инициировал создание Союза патентодержателей кинопромышленности, который получал отчисления от каждого созданного или показанного в США фильма. Но затем к Союзу патентодержателей был применён антимонопольный закон, после чего Эдисон больше кинематографом не занимался. Изобретённый Эдиссоном принцип съёмки с непрерывным движением плёнки был реализован в скоростных кинокамерах, способных снимать со скоростями сотни и тысячи кадров в секунду.

#### Эдисон, Лодыгин, Гёбель, Юст, Ханаман и Кулидж
Ошибочно считать создателем лампы накаливания только Эдисона. Честь изобретения также принадлежит германскому изобретателю Генриху Гёбелю, Гёбель был первым, кто догадался выкачать из стеклянной ламповой колбы воздух; русскому изобретателю Лодыгину Александру Николаевичу, он был первым, кто предложил нить накаливания делать не из угля или обугленных волокон, а из тугоплавкого вольфрама. Но только в 1904 году австро-венгерские специалисты Шандор Юст и Франьо Ханаман были первыми, кто использовал в лампах вольфрамовую нить, и такие лампы вышли на рынок через венгерскую фирму Tungsram в 1905 году. В 1906 году Уильям Кулидж изобретает улучшенный метод производства вольфрамовой нити. Впоследствии вольфрамовая нить вытесняет все другие виды нитей.
Но именно Эдисон придумал современную форму лампы, винтовой цоколь с патроном, вилку, розетку, предохранители. Он многое сделал для массового применения электроосвещения.

### Даты дальнейшей жизни
- 1880 — динамо-машина, прибор для магнитной сортировки руды, опытная железная дорога
- 1881 — трёхпроводная система сети электрического освещения
- 1884 — смерть жены Мэри
- 1885 — поездной индукционный телеграф
- 1886 — свадьба Эдисона и Мины Миллер
- 1887 — лаборатория в Уэст-Ориндже, рождение дочери Маделен
- 1890 — рождение сына Чарльза, усовершенствование фонографа
- 1891 — кинетограф
- 1892 — завод для обогащения руды, усовершенствование фонографа
- 1896 — смерть отца
- 1898 — рождение сына Теодора
- 1901 — цементный завод
- 1912 — кинетофон
- 1914 — производство фенола, бензола, анилиновых масел и других химических продуктов
- 1915 — председатель Морского консультативного комитета
- 1930 — проблема синтетического каучука, избрание Эдисона почётным членом Академии наук СССР.

### Спиритические эксперименты
Друг семьи Эдисонов Джон Эгглстон (John Eggleston) утверждал в журнале Banner of Light от 2 мая 1896 года, что родители изобретателя были убеждёнными спиритами, и устраивали дома спиритические сеансы, ещё когда их сын был ребёнком. В зрелом возрасте Эдисон называл подобные сеансы наивными, и верил, что, если связь с теми, кто покинул наш мир, возможна, то она может быть установлена научными методами. Был членом Теософского общества, но не очень активным.
Последние 10 лет жизни Томас Эдисон особо интересовался тем, что принято называть «оккультизмом», и загробной жизнью и проводил соответствующие эксперименты. Вместе с коллегой Уильямом Динуиди (William Walter Dinwiddie, 1876—1920) пытался записывать голоса умерших и заключил с ним «электрический пакт», по которому оба клятвенно обещали, что первый умерший из них попытается послать другому сообщение из мира ушедших. Когда коллега Динуиди умер в октябре 1920 года, 73-летний Эдисон дал интервью журналисту Форбсу , в котором уведомил публику о своих трудах по созданию аппарата для общения с умершими — «некрофона». Об этом также свидетельствует последняя глава его мемуаров — «Потустороннее царство» (США, 1948), изданная отдельной книгой во Франции (2015). В ней Эдисон затрагивает вопросы существования души, истоков человеческой жизни, функционирования нашей памяти, спиритизма и технических возможностей общения с усопшими.
По замыслу изобретателя, некрофон должен был записывать последние слова новоумершего, — его «живых составляющих», только-только рассеявшихся в эфирном пространстве, прежде чем они сгруппируются вместе, чтобы сформировать другое живое существо. Некрофон Эдисона не сохранился, как и его чертежи, что дало возможность некоторым биографам выразить сомнения в его существовании и даже в искренности слов Эдисона в отношении этого проекта. После смерти Эдисона (1931) знавшие его инженеры и психологи образовали «Общество эфирных исследований» (англ. Society for Etherique Research) для продолжения его дела по техническому созданию некрофона и способам коммуникаций с покинувшими физический мир.

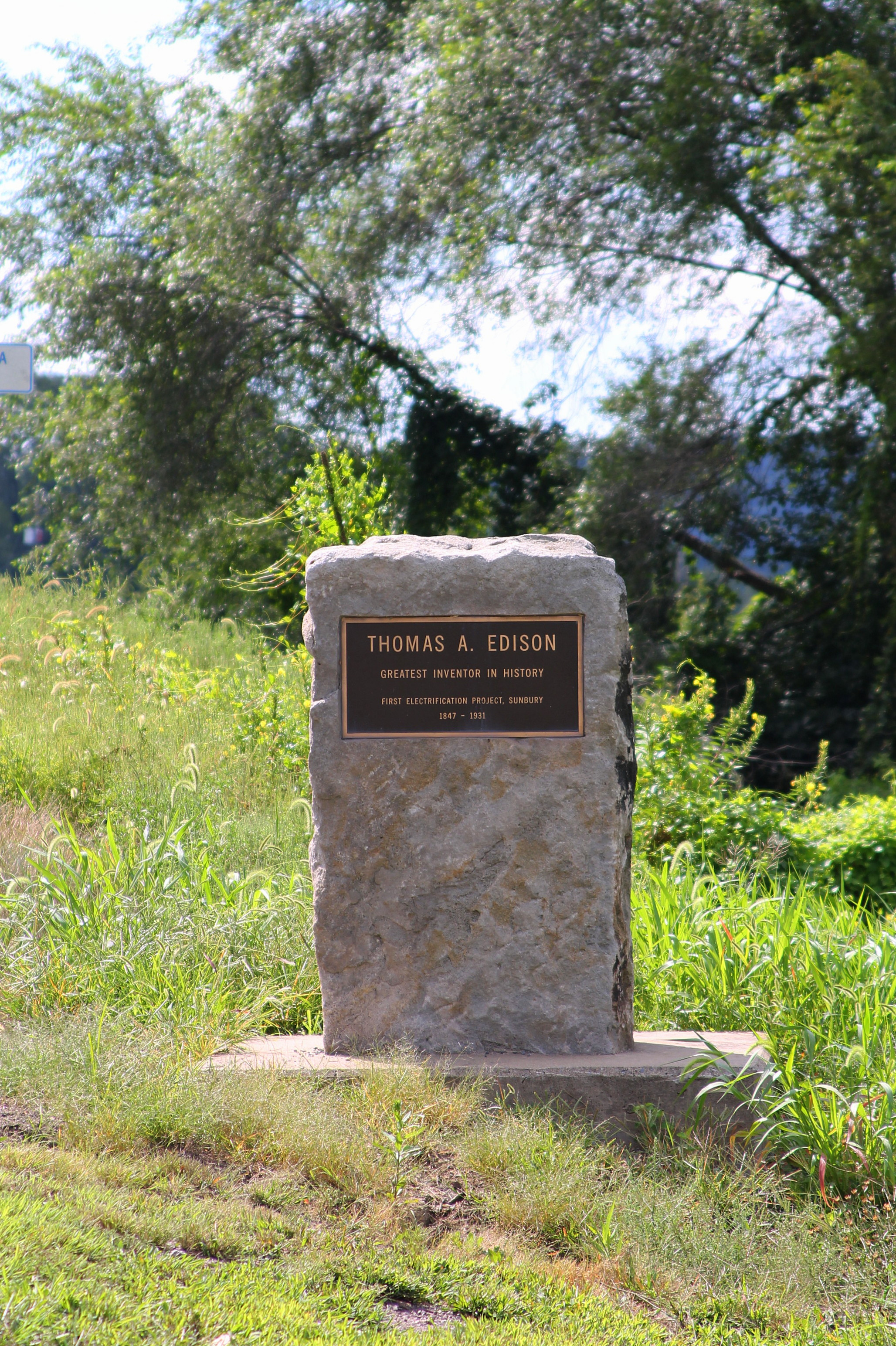
Могила Томаса Эдисона

### Смерть
Томас Эдисон умер от осложнений сахарного диабета 18 октября 1931 года в своём доме в Уэст-Ориндже, Нью-Джерси, который он приобрёл в 1886 году в качестве свадебного подарка для Мины Миллер. Эдисон был похоронен на заднем дворе своего дома.

## Знаменитые изобретения

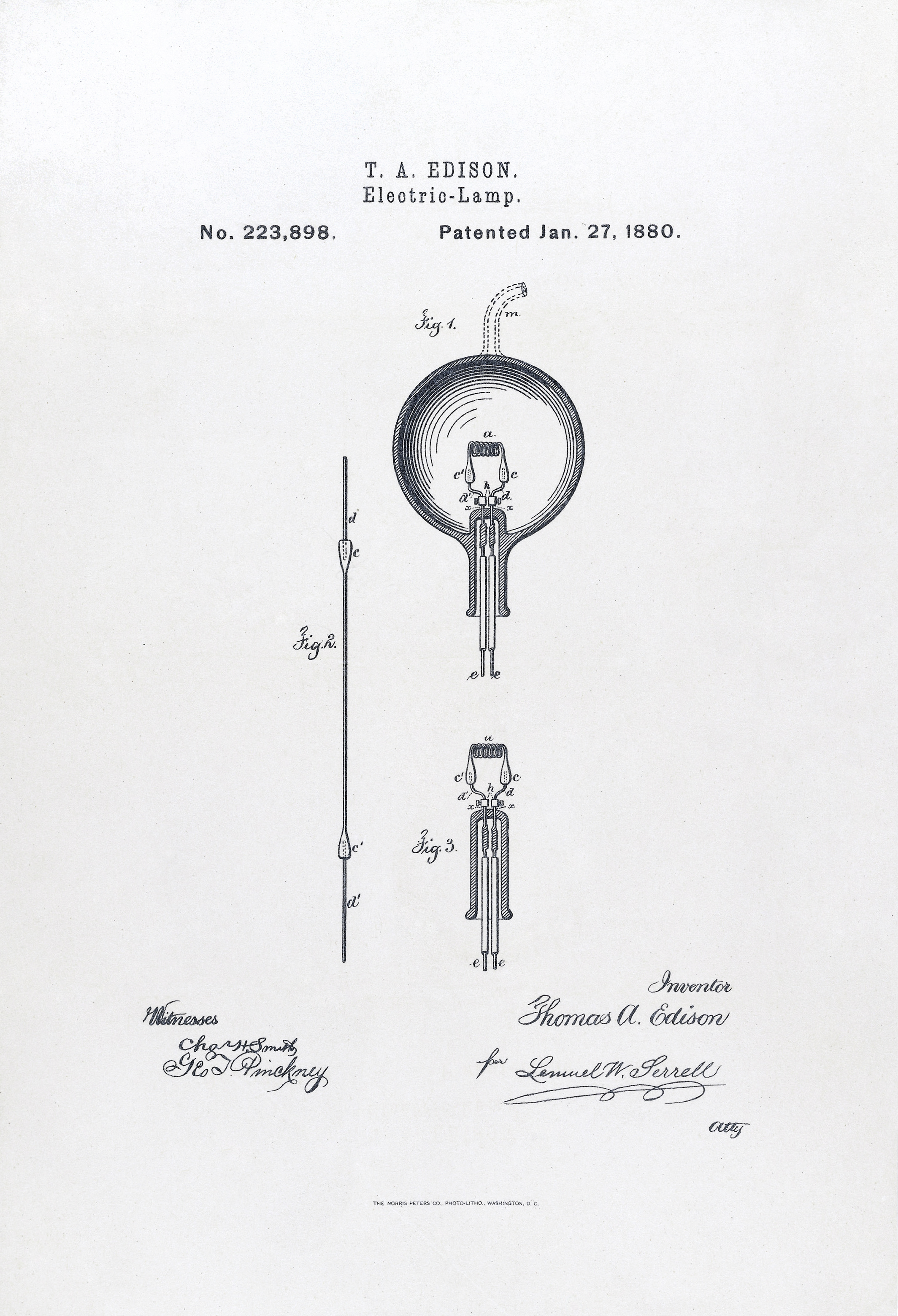
Титульный лист патента Эдисона на электрическую лампу 1880

Эдисон является автором многочисленных важнейших изобретений: в течение жизни Эдисона Бюро патентов в США выдало ему 1093 патента.
Среди них:
| Изобретение                                | год  |
| ------------------------------------------ | ---- |
| Аэрофон                                    | 1860 |
| Электрический счётчик голосов на выборах   | 1868 |
| Тикерный аппарат                           | 1869 |
| Угольная телефонная мембрана               | 1870 |
| Квадруплексный (четырёхсторонний) телеграф | 1873 |
| Мимеограф                                  | 1876 |
| Фонограф                                   | 1877 |
| Угольный микрофон                          | 1877 |
| Лампа накаливания с угольной нитью         | 1879 |
| Магнитный сепаратор железной руды          | 1880 |
| Кинетоскоп                                 | 1889 |
| Железо-никелевый аккумулятор               | 1908 |

## Характеристика
Эдисон отличался удивительной целеустремлённостью и работоспособностью. Когда он вёл поиски подходящего материала для нити накаливания электрической лампы, он перебрал около 6 тысяч образцов материалов, пока не остановился на карбонизированном бамбуке. Проверяя характеристики угольной цепи лампы, он провёл в лаборатории около 45 часов без отдыха. Вплоть до самого преклонного возраста он работал по 16—19 часов в сутки.
Никола Тесла так отзывался о своём коллеге:
Если бы Эдисону понадобилось найти иголку в стоге сена, он не стал бы терять времени на то, чтобы определить наиболее вероятное место её нахождения. Он немедленно с лихорадочным прилежанием пчелы начал бы осматривать соломинку за соломинкой, пока не нашёл бы предмета своих поисков. Его методы крайне неэффективны: он может затратить огромное количество времени и энергии и не достигнуть ничего, если только ему не поможет счастливая случайность. Вначале я с печалью наблюдал за его деятельностью, понимая, что небольшие теоретические знания и вычисления сэкономили бы ему тридцать процентов труда. Но он питал неподдельное презрение к книжному образованию и математическим знаниям, доверяясь всецело своему чутью изобретателя и здравому смыслу американца.

## Семья
У Эдисона было шесть детей: два сына и дочь от первой жены и два сына и дочь от второй. Из четырёх сыновей Эдисона два (Теодор Миллер и Вильям Лесли) также стали изобретателями, третий (Чарльз) стал губернатором штата Нью-Джерси. Старший сын, Томас Алва Эдисон-младший мечтал стать изобретателем, но не имел способностей, не получил высшего образования, пристрастился к алкоголю. Вместе с друзьями-аферистами он использовал своё известное имя («Последнее открытие Эдисона») для рекламы ряда сомнительных товаров (якобы не плесневеющих чернил, лечащего электричеством все известные болезни устройства). Эдисону пришлось подать на сына в суд, чтобы прекратить эту практику. В обмен на отказ от использования имени Эдисона Томас-младший стал получать еженедельное пособие в размере 35 долларов (что эквивалентно 1187 долларам в 2023 году). Сын начал использовать псевдонимы, работал на нескольких низкооплачиваемых работах. Лишь в 1931 году когда после смерти отца во главе компании стал Чарльз Эдисон, Томас-младший получил место в совете директоров компании с регулярной зарплатой, но через четыре года умер.

## Память
В астрономии
- В честь Эдисона назван астероид (742) Эдисона, открытый в 1913 году[47].

Награды учреждённые в память о Томасе Эдисоне
- Медаль Эдисона, вручается с 1904 года
- Edison Awards, вручается с 1987 года

В кино
- Эдисон, человек[англ.] / Edison, the Man (США, 1940). В роли Эдисона — Спенсер Трейси.
- Тайна Николы Теслы / Tajna Nikole Tesle (Югославия, 1979). В роли Эдисона — Деннис Патрик[источник не указан 1821 день].
- Мой XX век (Венгрия—Германия, 1989 год). В роли Эдисона — Петер Андораи.
- Расследования Мёрдока / Murdoch Mysteries, сериал (Канада) 3-я серия 7-й сезон (2013). В роли Эдисона — Дэвид Сторч[источник не указан 1821 день]. В 8-й серии 8-го сезона подозреваемый — сын Эдисона, Томас Альва-младший (2014).
- Гудини и Дойл (Великобритания—Канада, 2016). В роли Эдисона — Питер Аутербридж.
- Война токов (США, 2017). В роли Эдисона — Бенедикт Камбербэтч.
- Тесла (США, 2020). В роли Эдисона — Кайл Маклахлен.
- Сердце, отданное людям.